# Chaussée du roi Fahd
La chaussée du roi Fahd, en arabe Jisr al-Malik Fahd, جسر الملك فهد, en anglais King Fahd Causeway, est une chaussée, un ensemble de ponts et de digues, reliant l'Arabie saoudite à Bahreïn en franchissant le golfe de Bahreïn.
Son nom vient du roi Fahd, qui régna en Arabie saoudite de 1982 à 2005, au début de sa construction et dont le pays finança totalement les travaux.

## Tracé

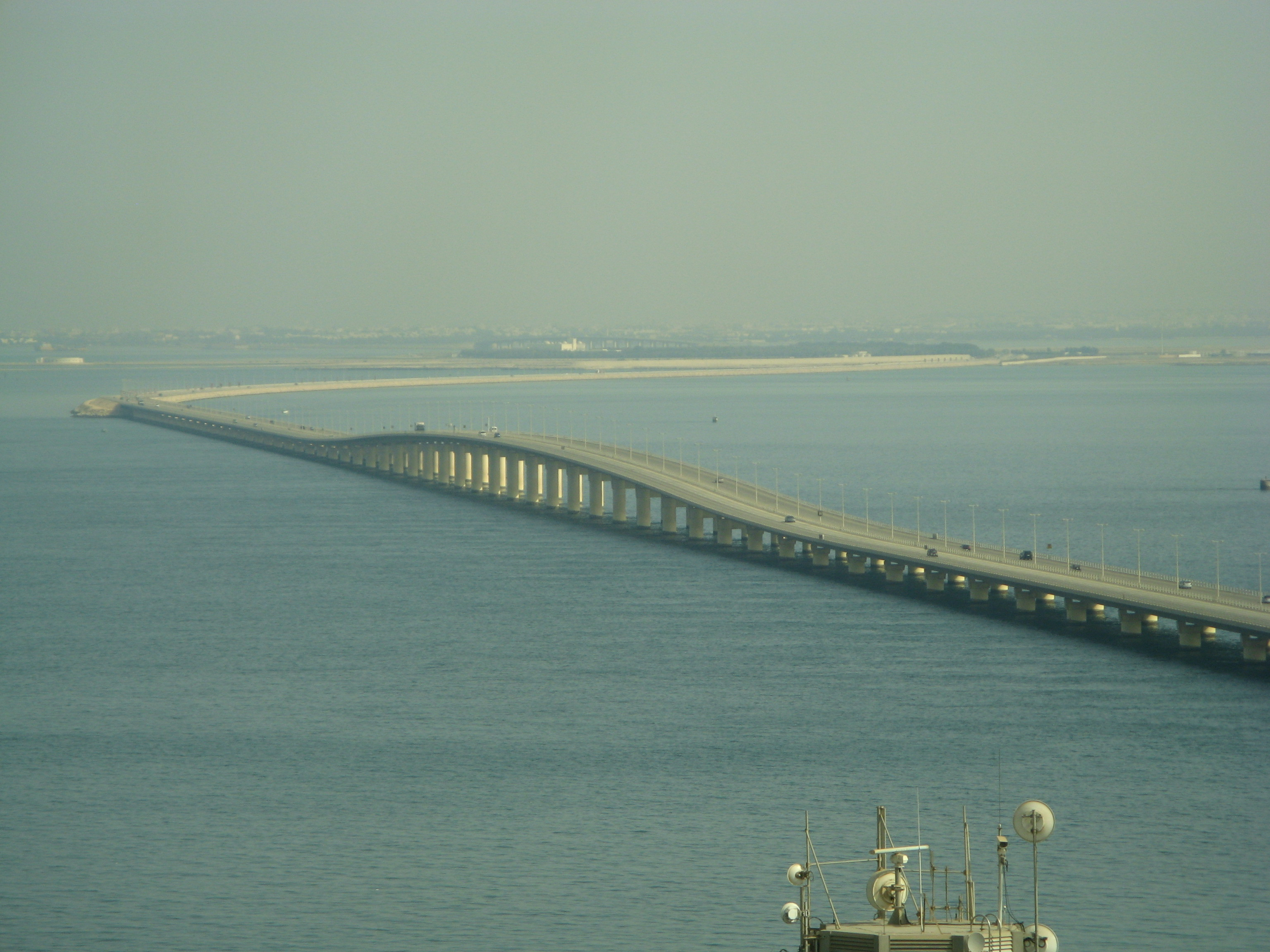
Vue vers l'est de la chaussée du roi Fahd depuis l'île artificielle à la frontière entre l'Arabie saoudite et Bahreïn.

La chaussée du roi Fahd franchit la partie occidentale du golfe de Bahreïn, une portion du golfe Persique.
Elle relie la province saoudienne d'Ach-Charqiya au sud de la ville de Khobar dans l'est du royaume, à la côte occidentale de l'île principale de Bahreïn, dans le gouvernorat septentrional, en passant par l'île bahreïnienne d'Umm an Nasan.
Elle permet de relier, par exemple, Dhahran (au nord de Khobar) à Manama, la capitale de Bahreïn, villes distantes d'une cinquantaine de kilomètres, en un peu plus de 50 minutes.

## Caractéristiques
La chaussée, qui mesure 25 kilomètres de longueur, est constituée de 12 570 mètres de digues — réparties sur sept tronçons — composées de 7 770 000 m3 de sable consolidé par 3 140 000 m3 d'enrochements. Ces kilomètres de digues sont interrompus en cinq endroits par 12 430 mètres de ponts construits avec du béton armé, y compris les 536 piles, et par les 1 500 mètres de route sur Umm an Nasan.
L'équipement routier proprement dit est de type autoroute, constituée par deux chaussées de 11,6 mètres de largeur, comptant chacune deux voies de circulation et une bande d'arrêt d'urgence. Elles sont fréquentées par 23 690 véhicules par jour en 2008. Le trajet est à péage et le pont est géré par la King Fahd Causeway Authority, une société administrée par l'Arabie saoudite et Bahreïn.
À l'avenir, une deuxième infrastructure parallèle à la première accueillant une voie ferrée devrait y être construite dans le cadre du Gulf Railway actuellement en projet.

### Du côté de l'Arabie saoudite
La chaussée part de la ville d'Al-‘Aziziyyah, emprunte sur une distance d'environ 10 km, trois ponts de 934, 2 034 et 5 194 mètres de longueur interrompus par deux digues coudées, puis arrive à une île artificielle.

### Île frontalière
Cette île de 0,66 km2 est située à l'aplomb de la frontière maritime entre les deux pays(26° 11′ 03″ N, 50° 19′ 29″ E). Elle accueille les postes de douane et des services (restaurants, mosquées, etc.), sur une distance d'environ 2,5 km.

### Du côté de Bahreïn
La chaussée se prolonge sur environ 6,2 km avant d'arriver à Umm an Nasan. Elle emprunte alors un pont de 3 334 mètres de longueur. À Umm an Nasan, la route traverse l'île sur 1 500 mètres à son extrémité nord. Sur un dernier tronçon d'environ 2,8 km, la route franchit un nouveau pont de 934 mètres de longueur qui permet de gagner l'île de Bahreïn au niveau de la ville d'Al-Jasra.

## Histoire
Après la signature du contrat le 8 juillet 1981, la construction commence la même année, menée par la société d'ingénierie néerlandaise Ballast Nedam, et s'achève le 25 septembre 1986 avec inauguration le 26 novembre. Le pont a coûté 1,2 milliard de dollars américains et a été entièrement financé par l'Arabie saoudite.